# Claudia Sagastizábal
Claudia Alejandra Sagastizábal é uma matemática argentina, co-autora do livro Numerical Optimization: Theoretical and Practical Aspects. É pesquisadora da Universidade Estadual de Campinas. É desde 2015 editor-in-chief do periódico Set-Valued and Variational Analysis.

## Formação e carreira
Sagastizábal é graduada em matemática, astronomia e física pela Universidade Nacional de Córdoba em 1984. Obteve um doutorado em 1993 na Universidade Pantheon-Sorbonne, França, com a tese Quelques methodes numeriques d'optimization: Application en gestion de stocks, orientada por Claude Lemaréchal.
Enquanto na França trabalhou na Électricité de France sobre problemas de otimização envolvendo geração de eletricidade, um tópico que continuou em suas pesquisas desde então. Estabeleceu-se depois no Brasil em 1997. Antes de ir para a Universidade Estadual de Campinas em 2017, foi também afiliada ao Instituto Nacional de Matemática Pura e Aplicada e INRIA, dentre outras instituições.

## Participação em congressos
Sagastizábal foi palestrante convidada do 8º International Congress on Industrial and Applied Mathematics em 2015. Foi palestrante convidada sobre teoria de controle e otimização no Congresso Internacional de Matemáticos no Rio de Janeiro (2018).